# Gabriel Kembo Mamputu
Gabriel Kembo Mamputu (* 19. September 1935 in Madimba-Kimfinda; † 26. August 2016 in Kimpese, Demokratische Republik Kongo) war Bischof von Matadi.

## Leben
Gabriel Kembo Mamputu empfing am 23. Juni 1963 die Priesterweihe und wurde in den Klerus des Bistums Matadi inkardiniert. Johannes Paul II. ernannte ihn am 21. Juni 1988 zum Bischof von Matadi. 
Der Erzbischof von Kinshasa, Joseph-Albert Kardinal Malula, spendete ihm am 2. Oktober desselben Jahres die Bischofsweihe; Mitkonsekratoren waren Laurent Monsengwo Pasinya, Weihbischof in Kisangani, und Antoine Mayala ma Mpangu, Bischof von Kisantu.
Am 21. September 2010 nahm Papst Benedikt XVI. sein altersbedingtes Rücktrittsgesuch an.